# キベリタテハ
キベリタテハ（黄縁立羽、Nymphalis antiopa）は、タテハチョウ科に属するチョウの一種。北半球の温帯から寒帯に広く分布するタテハチョウで、和名通り翅の外縁が黄色になる。

## 概要
開張7cm成虫の前翅長は35-40mmほど。翅表外縁には黄色の太い縁取りがあり、そのすぐ内側に水色の斑紋が一列に並ぶ。つけ根に近い部分は小豆色で、ベルベットのような光沢がある。また、前翅の前縁にはヒオドシチョウに似た白斑がある。翅の表側に限ると類似種はおらず、他種との区別がつき易い。一方、翅の裏は灰黒色で同心円状の細かいしま模様があり、クジャクチョウやルリタテハなどに似る。ただし本種は裏側外縁にも黄白色の太い縁取りがある。
ヨーロッパから中央アジア、シベリア、北アメリカ、メキシコまで、北半球の温帯-寒帯に広く分布する。日本では1000m以上の山地にすみ中部地方の高山から福島県以北にかけての冷涼な地域に分布し、北方系の種類として位置づけられる。なお、日本産は亜種 N. a. asopos (Fruhstorfer, 1909) として分類されている。
年1回発生、成虫越冬という生態は近縁のヒオドシチョウの仲間に共通する。ただし、本種の新成虫は8-9月頃に発生し、ヒオドシチョウやクジャクチョウよりやや遅い。成虫は林道や湿地などに現れ、小刻みに羽ばたいて機敏に飛ぶ。花に来ることはなく、もっぱら樹液や腐った果実、獣糞などに訪れて汁を吸う。吸水時などは翅を広げて止まることが多い。卵は食草の枝に指輪状に固めて産み付ける。
幼虫はカバノキ科のダケカンバ、ヤナギ科のドロノキ、オオバヤナギなどの葉を食べる。

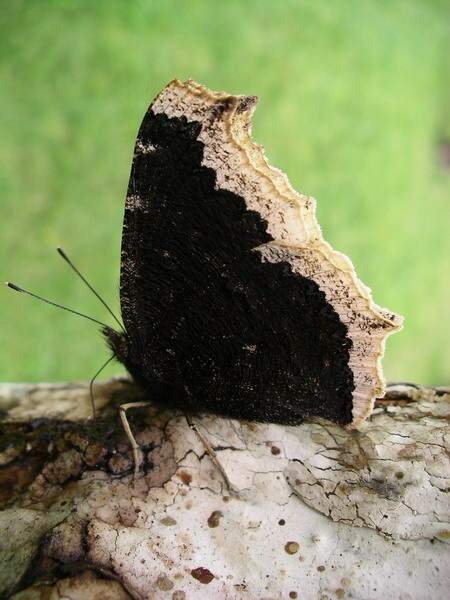
翅の裏側
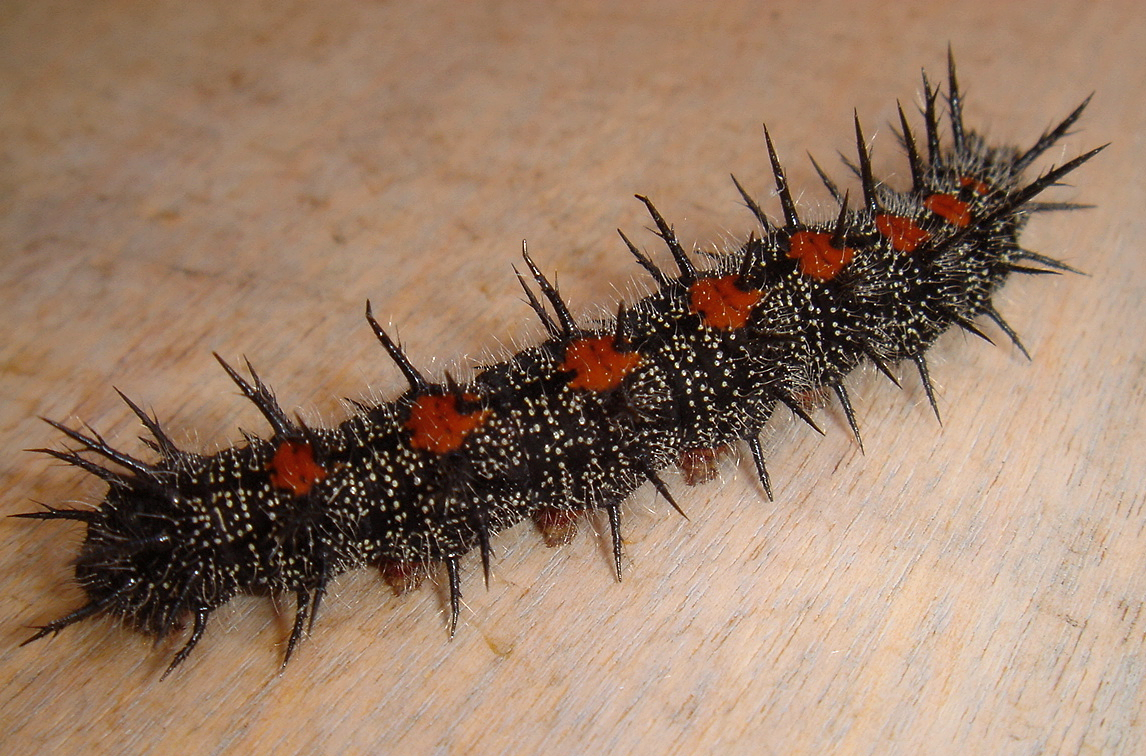
幼虫
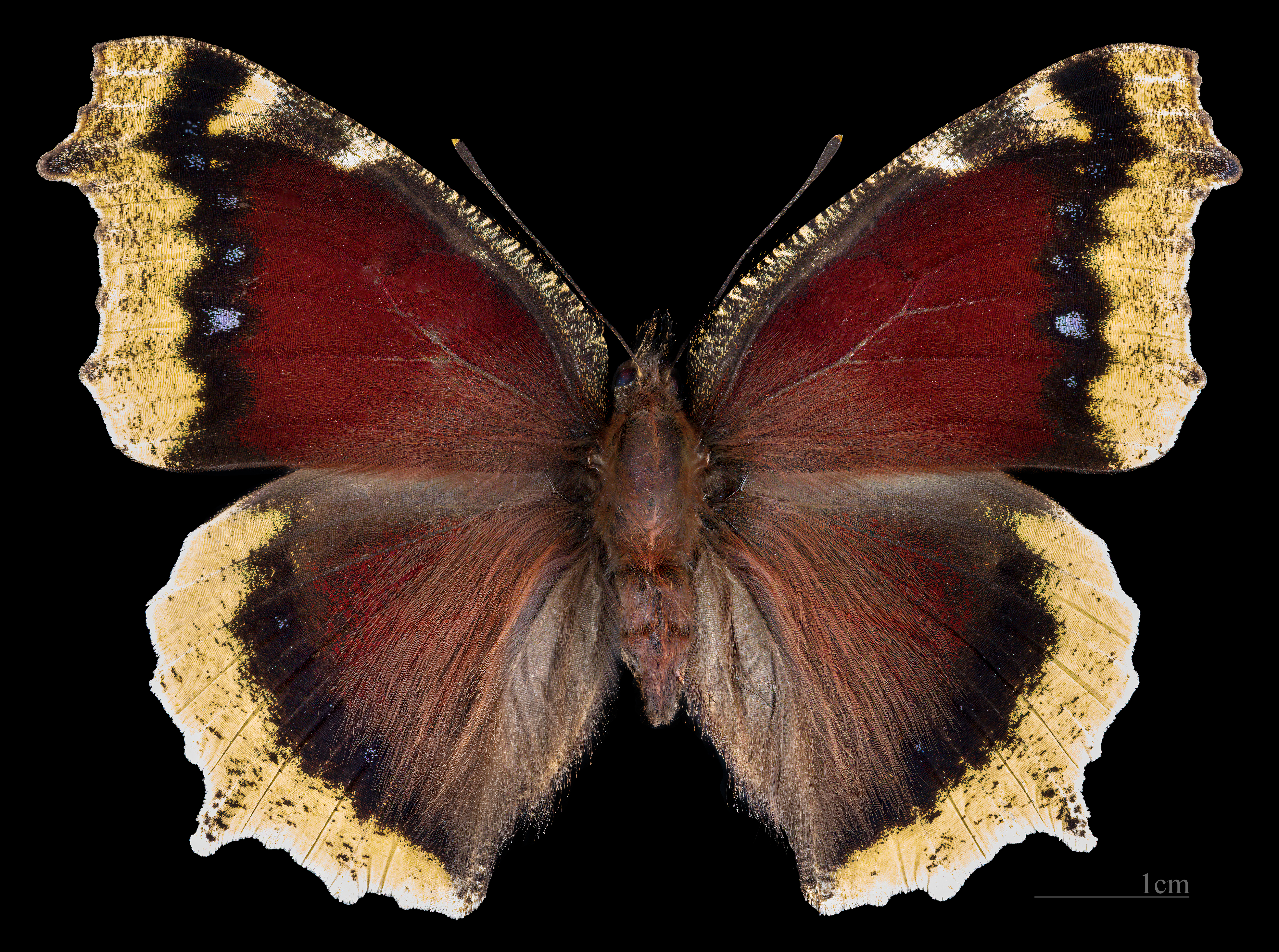
異形  ♂
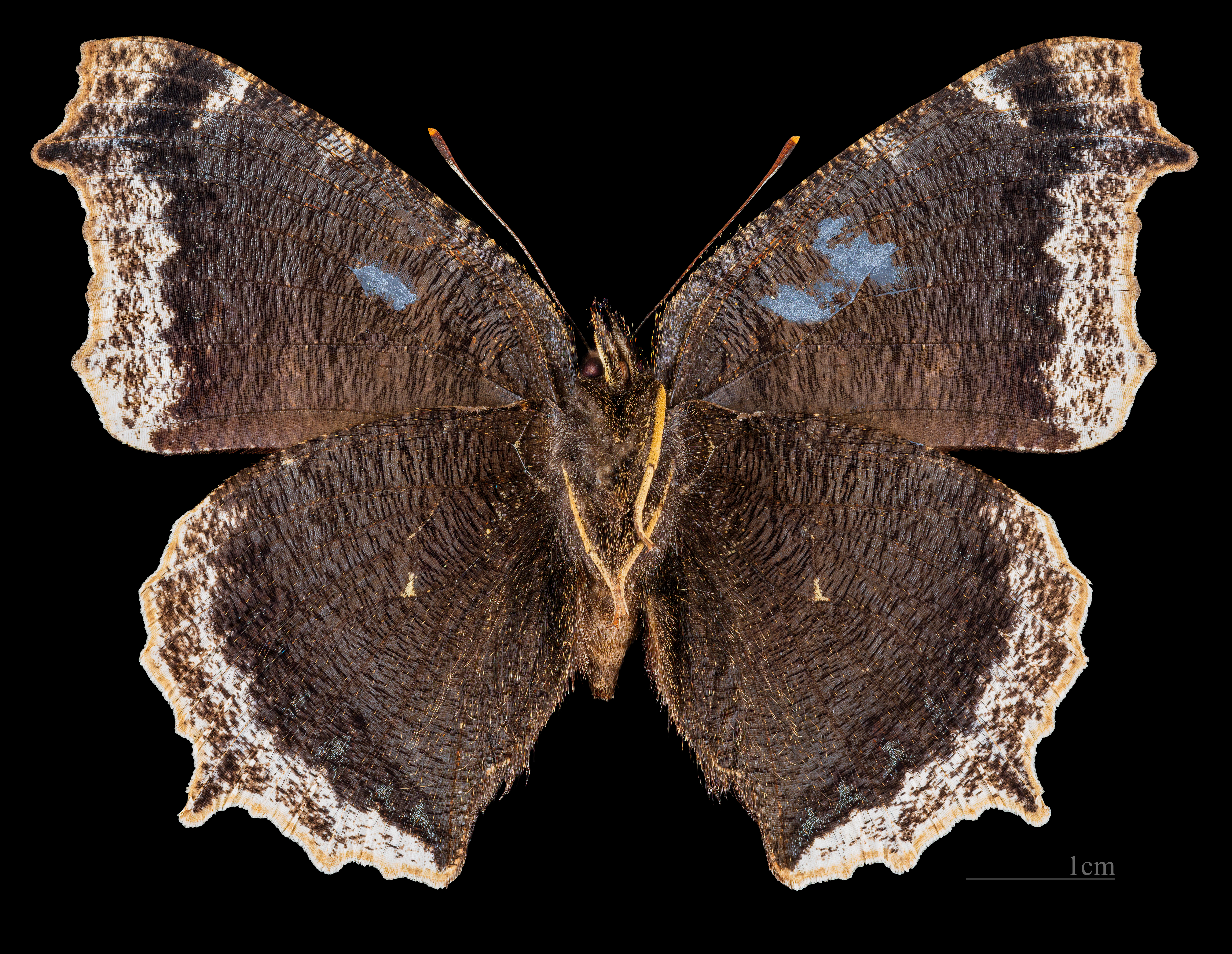
異形 ♂  △